# Sant Feliu de Pallerols
Sant Feliu de Pallerols est une commune espagnole de la province de Gérone, en Catalogne, dans la comarque de Garrotxa.

## Géographie
La commune de Sant Feliu de Pallerols est située dans la vallée d'Hostoles, arrosée par le Brugent, et englobe également la vallée de son affluent, le ruisseau de Sant Iscle. Elle présente un relief accidenté, marqué au nord par les chaînes du Corb et de Fontpobra et les volcans de Can Tià et de Traiter, et fait partie du Parc naturel de la zone volcanique de la Garrotxa. Au sud du territoire communal se dressent les sommets du Cabrerès, qui abritent le sanctuaire de la Salut, à 1 030 m d'altitude. Sur le plan géologique, on y trouve un mica lithinifère rare, la lépidolite.

## Histoire
Autrefois, le territoire appartenait au château d'Hostoles.

## Population et société

### Démographie
| 1497 | 1515  | 1553 | 1717 | 1787 | 1857 | 1877 | 1887 | 1900 |
| ---- | ----- | ---- | ---- | ---- | ---- | ---- | ---- | ---- |
| 24 f | 116 f | 97 f | 650  | 1236 | 3661 | 1545 | 1581 | 1627 |
| 1910 | 1920  | 1930 | 1940 | 1950 | 1960 | 1970 | 1981 | 1990 |
| 1746 | 1841  | 1593 | 1566 | 1555 | 1446 | 1288 | 1133 | 1058 |
| 1992 | 1994  | 1996 | 1998 | 2000 | 2002 | 2004 | 2006 | 2008 |
| 1076 | 1100  | 1101 | 1137 | 1155 | 1163 | 1202 | 1272 | 1389 |
| 2010 | 2012  | 2014 | 2016 |      |      |      |      |      |
| 1363 | 1360  | 1353 | 1317 |      |      |      |      |      |

## Économie
Le secteur primaire est traditionnellement caractérisé par l'aridoculture, à laquelle vient s'ajouter l'élevage bovin et porcin ainsi que l'aviculture. D'autres activités recensées sont l'élaboration de charcuterie et de chocolat et le tourisme.

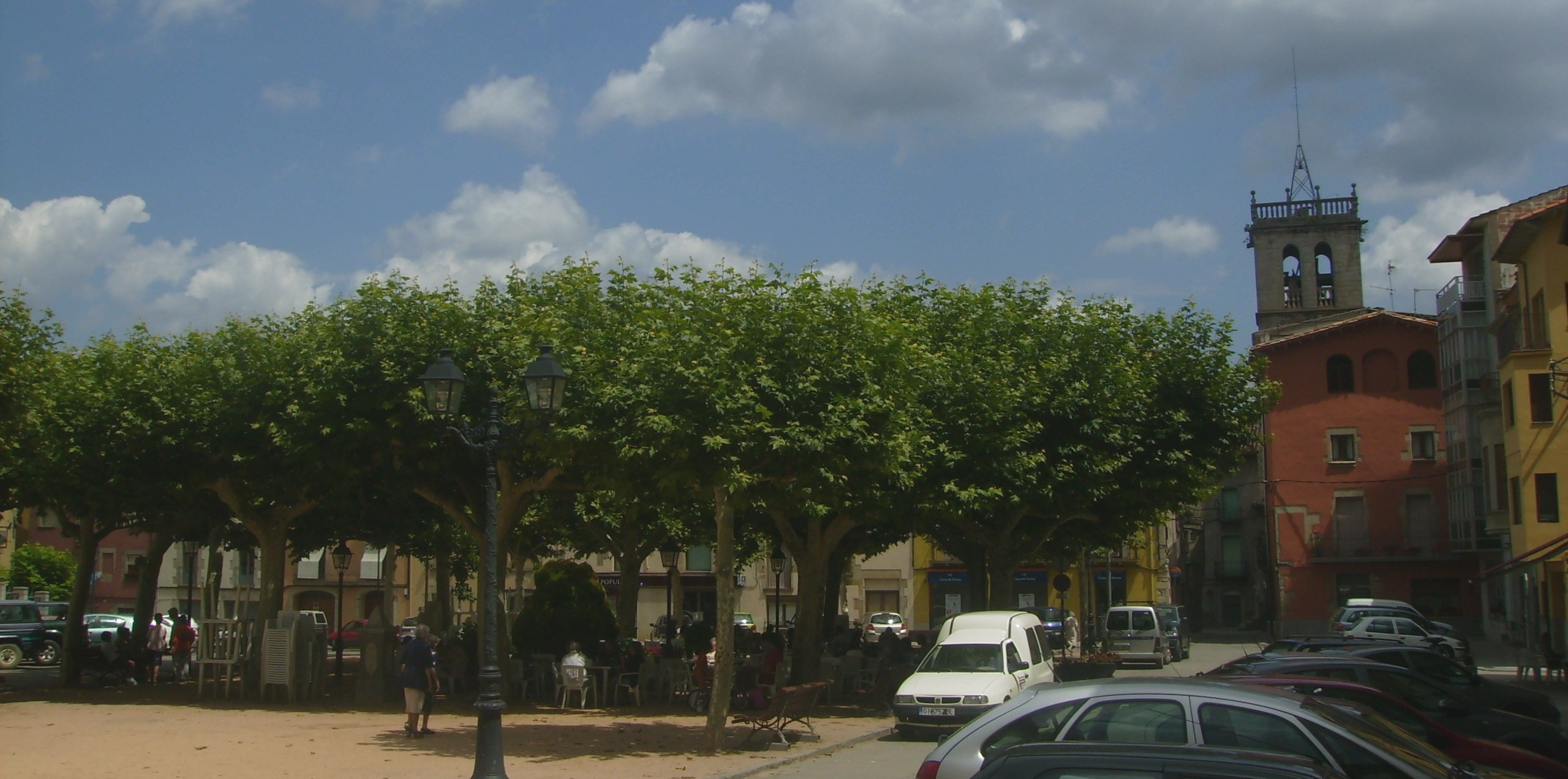
Plaça Firal - Sant Feliu de Pallerols.

## Culture locale et patrimoine

### Lieux et monuments
- L'église Sant Feliu de Pallerols, du XVIIe siècle ;
- L'église Sant Iscle de Colltort, d'origine romane ;
- L'église Santa Cecilia ;
- L'église Sant Miquel de Pineda, du XIe siècle ;
- Le château d'Hostoles, médiéval ;
- Le château de Colltort, médiéval ;
- Le sanctuaire Notre-Dame de la Font de la Salut.

### Manifestations culturelles et festivités
- La Festa major, qui se tient chaque année le week-end de Pentecôte avec ses géants et ses chevaux et mules de carton, est déclarée Fête traditionnelle d'intérêt national par la Généralité de Catalogne.